# 玄武光
玄武光(현무광，1913年—1992年3月)，北韓政治家，官至政務院副總理、朝鮮中央人民委員會委員及國家審計委員會委員長。

## 生平
玄武光出生於咸鏡南道中南部的洪原郡。早年，他曾在漢城的一間工廠當工人。日治時期，他曾被強制徵用到清津市的煉鋼廠工作。1937年，他加入民族解放同盟，從事共產主義運動。隨後，他也因而被日本殖民地政府逮捕，並被判入獄。1945年，日本投降，二戰結束，玄武光成為朝鮮勞動黨煉鋼廠黨委員會委員長。1948年，他被任命為平壤手槍工廠的廠長。韓戰期間，他又被委任為多間兵工廠的廠長，專負責製作步槍、迫擊炮和反坦克武器等軍備。戰爭結束後，他被委派到蘇聯高級黨校學習政治理論和黨史。
1956年，玄武光學成歸來，隨即成為咸鏡南道副委員長。同年，又當選為最高人民會議代議員。此外，他7度連任此職位。1958年，他晉升為咸鏡南道委員長。1960年獲委任為黨中央委員會重工業部長。1962年，調遷為咸鏡北道的委員長。翌年，又升為機械工業委員會委員長(即後來的機械工業部部長)。1970年，他當選中央人民委員會委員、政治委員會候補委員以及書記局書記。1972年，他兼任交通運輸通信委員會委員長。
1984年，玄武光被提拔為政務院副總理。兩年後，他被任命為國家審計委員會委員長。為表揚他在重建北韓重工業和發展軍事工業的貢獻，平壤政府曾向他頒受金日成勛章及「劳力英雄」稱號。他也曾代表北韓多次出訪蘇聯、中華人民共和國及東德等國。1993年3月離世，平壤政府為他舉行國葬，並葬在革命烈士陵。

## 資料來源
1. 1 2 3 4 5 6 7  .   [2014-01-17]. （原始内容存档于2016-03-07）.
2. 1 2 3 4 5  현무광(玄武光)[永久]